# Rebel Moon
Rebel Moon (també coneguda com a Rebel Moon - Part One: A Child of Fire) és una pel·lícula d'òpera espacial èpica nord-americana del 2023 dirigida per Zack Snyder a partir d'un guió que va coescriure amb Kurt Johnstad i Shay Hatten, basat en una història que Snyder va concebre. El seu repartiment inclou Sofia Boutella, Djimon Hounsou, Ed Skrein, Michiel Huisman, Doona Bae, Ray Fisher, Charlie Hunnam i Anthony Hopkins. Està ambientat en una galàxia fictícia governada pel Món Mare, l'exèrcit del qual, l'Imperium, amenaça una colònia agrícola a la lluna Veldt. Kora, un antic soldat de l'Imperium, s'aventura en una recerca per reclutar guerrers d'arreu de la galàxia per oposar-se a l'Imperi abans que tornin a Veldt.
Rebel Moon va tenir una estrena limitada als Estats Units el 15 de desembre de 2023, i va ser estrenada per Netflix el 21 de desembre de 2023. Va rebre crítiques generalment negatives. Ha estat subtitulada al català.
Una seqüela directa, Rebel Moon - Part Two: The Scargiver, es va estrenar el 19 d'abril de 2024. El 2 d'agost de 2024 es va publicar una versió del director de la primera part, titulada Rebel Moon (Primer capítol): El calze de sang, també subtitulada al català.

## Sinopsi
Una colònia pacífica a l'extrem de la galàxia està amenaçada pels exèrcits d'un regent tirànic anomenat Balisarius. Els civils desesperats envien Kora, una jove que té un passat misteriós per buscar guerrers de planetes propers per ajudar-los a desafiar el regent.

## Producció

### Desenvolupament
Rebel Moon està inspirada en les obres d'Akira Kurosawa i les pel·lícules de La guerra de les galàxies. Va començar a desenvolupar-se com una pel·lícula de Star Wars que Snyder havia presentat a Lucasfilm, en el període entre la conclusió de la trilogia de preqüeles el 2005 i la venda de Lucasfilm a The Walt Disney Company el 2012. Després de l'adquisició, el productor Eric Newman i Snyder van desenvolupar novament el projecte, primer com una sèrie de televisió original, abans de decidir-se per una pel·lícula.

### Rodatge
El rodatge va començar el 19 d'abril de 2022, amb Snyder compartint les primeres imatges del set a Twitter aquell mateix dia. Snyder també es va exercir com a director de fotografia. El rodatge va concloure el 2 de desembre, amb 152 dies de rodatge a Califòrnia, per aprofitar 83 milions de dòlars en despeses qualificades i incentius fiscals.